# Łachowce
Łachowce is een plaats in het Poolse district  Tomaszowski (Lublin), woiwodschap Lublin. De plaats maakt deel uit van de gemeente Telatyn en telt 180 inwoners.